# Amblyjoppa yayeyamensis
Amblyjoppa yayeyamensis là một loài tò vò trong họ Ichneumonidae.